# Ivan Zinberg
Pour les articles homonymes, voir Zinberg.
Œuvres principales
- Matière Noire (2019)
- Étoile Morte (2015)

Ivan Zinberg, né le 19 janvier 1980 à Saint-Étienne, est un écrivain français, auteur de roman policier et de thriller.

## Biographie
Influencé par des auteurs comme Michael Connelly, Olivier Descosse, Joseph Finder ou Stephen King, il commence à écrire à l'âge de 20 ans.
Il envoie son premier manuscrit à quelques éditeurs et retient rapidement l'attention des éditions Critic, où il publie trois romans réédités au format poche par les éditions Points et LMG.
En 2014, à la sortie de Jeu d'ombres, il est présenté dans Cosmopolitan comme la « révélation littéraire de l'été ». Les Dernières nouvelles d'Alsace notent « la violence, la tension, l'écriture sèche et rythmée » des thrillers américains. Pour Étoile morte, distingué par le Prix du Balai d'argent 2019, Frédéric Rapilly évoque dans Télé 7 jours un suspense « implacable et imprévisible ». 
En 2019, il publie aux éditions Cosmopolis son quatrième roman Matière Noire. L'ouvrage bénéficie d'un accueil critique favorable et reçoit plusieurs récompenses, dont le Grand Prix du Festival sans nom 2020 de Mulhouse, le Prix Noir Charbon 2020 de Raimbeaucourt et le Grand Prix de l'Iris Noir Bruxelles 2020,.
De formation scientifique et managériale,, l'auteur exerce les fonctions de capitaine de police en parallèle de l'écriture.

## Œuvre

### Romans
- Jeu d'ombres, Éditions Critic, coll. « Thriller » (2014)  (ISBN 979-10-90648-29-6), réédition Points thriller no P4128 (2015)  (ISBN 978-2-7578-4905-7)
- Étoile morte, Éditions Critic, coll. « Thriller » (2015)  (ISBN 979-10-90648-54-8), réédition Points thriller no P4533 (2017)  (ISBN 978-2-7578-4904-0)
- Miroir obscur, Éditions Critic, coll. « Thriller » (2017)  (ISBN 978-23-75790-05-2), réédition LMG (2021)  (ISBN 979-1-0957-7631-4)
- Matière noire, Éditions Cosmopolis (2019)  (ISBN 978-29-02324-04-0), réédition HarperCollins (2023)  (ISBN 979-10-33912-75-0)
- Au commencement, HarperCollins, coll. « Noir » (2023)  (ISBN 979-10-33911-22-7)

### Nouvelles
- Rouge, dans Storia, éditions Hugo poche coll. « Suspense » (2020)  (ISBN 978-27-55685-17-6). Nouvelle revisitant l'affaire Thierry Paulin sous la forme d'un conte. Ouvrage collectif au profit de l'association ELA[18].
- Quand je serai grand, dans 22 V'là les flics, éditions Lajouanie (2022)  (ISBN 978-23-70472-11-3). Recueil de nouvelles écrites par des policiers sur le thème de l'enfance, au profit de l'association Orphéopolis[19]. Ouvrage préfacé par Olivier Marchal et parrainé par Danielle Thiéry et Jean-Marc Bloch[20].

### Collectif
- L’Enfance, c’est… / par 120 auteurs. Textes illustrés par Jack Koch, préfacé par Aurélie Valognes, éditions Le Livre de poche (2020). Ouvrage au profit de l'association Le Rire médecin[21].  (ISBN 978-2-253-08202-6)

## Récompenses
- Grand Prix du Festival sans nom 2020[12], pour Matière Noire - Lauréat
- Grand Prix de l'Iris Noir Bruxelles 2020[14],[15], pour Matière Noire - Lauréat
- Prix Noir Charbon 2020[13], pour Matière Noire - Lauréat
- Prix du Balai d'argent 2019[9], pour Étoile Morte - Lauréat
- Prix Polar découverte 2016[22] - Les petits mots des libraires, pour Étoile Morte - Finaliste
- Prix Plume de cristal 2015[23], pour Jeu d'ombres - Finaliste